# Contea di Hanyuan
La contea di Hanyuan (汉源县S, Hànyuán XiànP) è una contea della Cina, situata nella provincia di Sichuan e amministrata dalla prefettura di Ya'an.